# Il ramoscello d'olivo
Il ramoscello d'olivo è una farsa in un atto e 20 scene scritta da Peppino De Filippo nel 1933.

## Trama
Nicola Pastiera, detto Nicolino, vive di stenti. Un giorno viene invitato a pranzo a casa del ragionier Pezzillo, ma gli ospiti invece di mangiare pensano solo a litigare. Nicolino, allora, scappa con tutte le vivande.

## Trasposizioni
L'opera venne trasposta in versione teleteatrale per la Rai nel 1960, con la regia di Peppino De Filippo e Marcella Curti Gialdino. Nel cast, oltre allo stesso Peppino nel ruolo di Nicola, anche Miriam Pisani, Gigi Reder e Aldo Giuffré.